# Antonio Marín de la Bárcena
Antonio Marín de la Bárcena (La Zubia, Granada, 20 de agosto de 1858 – Madrid, 6 de octubre de 1930) fue un abogado, jurista y político español. Ocupó la presidencia del Tribunal Supremo entre los meses de abril y octubre de 1930.

## Biografía
Licenciado en Derecho y Filosofía y Letras por la Universidad de Granada, se doctoró en estas disciplinas en la Universidad Central (actualmente Complutense). En 1881 obtiene una plaza por oposición en el Cuerpo Jurídico Militar, después de ocupar varios destinos alcanzó los puestos de fiscal togado y teniente fiscal en el Consejo Supremo de Guerra y Marina. Entre 1896 y 1898 fue diputado por Cuba; de 1896 a 1900 por el distrito de Sancti-Spíritus, provincia de Santa Clara, Cuba (a pesar de la pérdida de la colonia en 1898); y por Granada entre 1908 y 1910.
En 1909 fue designado magistrado ocupando un puesto en la Sala de lo Contencioso-Administrativo, accediendo a la presidencia de la misma en 1917.
Fue senador por Jaén entre 1914 y 1915 y por Murcia de 1916 a 1919. En aquel año fue nombrado senador vitalicio.
Accedió a la presidencia del Tribunal Supremo el 25 de abril de 1930, falleciendo el 6 de octubre del mismo año.
El 14 de mayo de 2010 se celebró un acto de homenaje a Antonio Marín de la Bárcena en el que hizo entrega al Tribunal Supremo de un retrato suyo.
| Predecesor: Francisco García-Goyena y Alzugaray | Presidente del Tribunal Supremo 1930 (25 de abril - 6 de octubre) | Sucesor: José María Ortega Morejón |